# Witiko von Prčice und Blankenberg

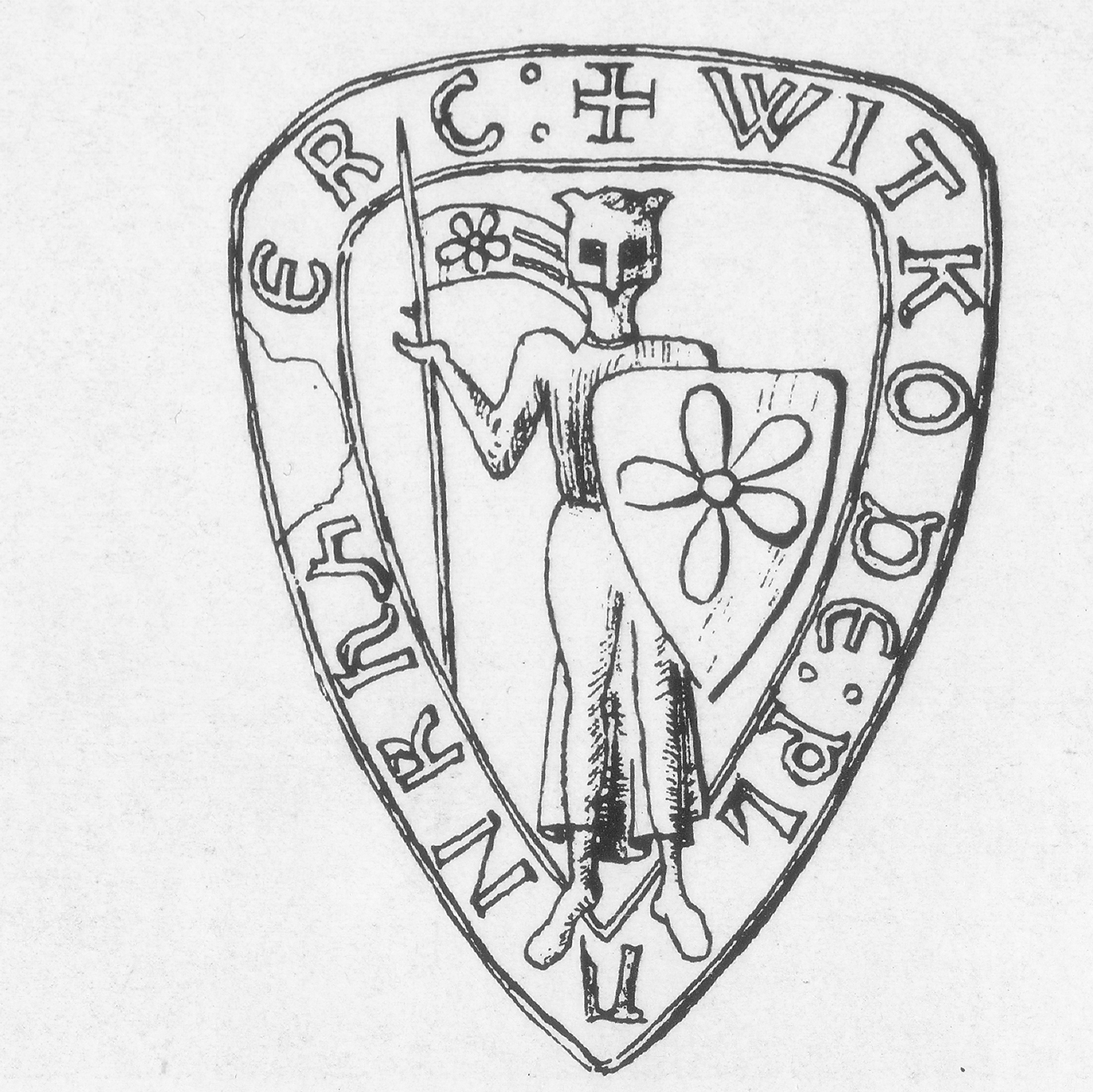
Siegel Witikos III.

Witiko von Prčice und Blankenberg (auch Witiko III. von Prčice und Blankenberg; Witiko d. J. von Prčice und Blankenberg; lateinisch Witigo de Planchinbere, auch Witko de Plankinberg, Witigo de Boemia; tschechisch Vítek III. z Prčice a Plankenberka; Vítek mladší z Prčice a Plankenberka; Vorname auch Witek, Witko, Witego, Witeko; * um 1170; † vor 4. Juni 1256 in St. Florian) war ein böhmischer Adliger. Sein Prädikat „von Prčice“ (von Purschitz) leitet sich von Prčice bei Sedlec ab. Vermutlich durch Heirat gelangte er an die Burg Blankenberg, von der sich sein Beiname „von Blankenberg“ ableitet. In Urkunden, die seine Mühlviertler Besitzungen betreffen, wird er häufig als „Witiko nobilis homo de Boemia“ bezeichnet.

## Leben
Witiko entstammte dem böhmischen Adelsgeschlecht der Witigonen. Sein Vater Witiko von Prčice vererbte seine umfangreichen südböhmischen Ländereien an seine vier Söhne, die eigene Familienzweige begründeten. Witiko, der u. a. Prčice und Priethal erbte, begründete den Zweig der Rosenberger. Das Prädikat „von Rosenberg“, das sich von der Burg Rosenberg ableitet, benutzte erst sein Sohn Wok von Rosenberg.
Um 1191 vermählte sich Witiko mit Kunigunde, die vermutlich die Witwe Engelberts II. von Blankenberg war. Dadurch gelangte er zwischen 1192 und 1194 an die Burg Blankenberg sowie einen Teil der Blankenberger Lehen, die im passauischen Besitz waren und ihm von Bischof Wolfger von Erla bestätigt wurden. Dieses Gebiet erstreckte sich entlang des linken Ufers der Großen Mühl bis zur Donau. In den anderen Blankenberger Gebieten konnte sich Witiko nicht durchsetzen. Für die Jahre 1209 und 1220 ist neben seinem Prädikat „von Prčice“ auch das Prädikat „de Plankinberg“ belegt.
Von 1205 an diente Witiko von Prčice und Blankenberg am Hof der böhmischen Könige Ottokar I. Přemysl und Wenzel I. Am 6. Juli 1209 trat er in Gramastetten gemeinsam mit Cholo von Griesbach und anderen Adligen als Zeuge auf einer bischöflich-passauischen Urkunde auf. Um 1221 erwarb er die Besitzungen der erloschenen Herren von Griesbach-Wachsenberg, die ihm von Herzog Leopold VI. übertragen wurden. 1231 gehörten ihm die Güter östlich der Großen Mühl (Rvesche muhel in inferiore parte) von St. Oswald bis an die Donau, die er von den österreichischen Herzögen als Lehen bekam. Im selben Jahr übertrug ihm Herzog Friedrich II. das Landgericht von Haslach, wo er auch die Hoheitsrechte ausübte. Da der Passauer Bischof Gebhart an der Gewinnung dieses Gebiets für das Hochstift Passau interessiert war, schloss er am 16. Dezember 1231 in Velden einen Vertrag mit Witiko, mit dem sich dieser verpflichtete, alle Güter dem Bischof zu verpfänden und das Landgericht von Haslach für das Hochstift zu erhalten und zu schützen.
Unter Ottokar II. Přemysl bekleidete Witiko III. das Amt des Landschreibers der Steiermark („Scriba Styriae“). Nachdem diese mit dem Frieden von Ofen 1254 an den ungarischen König Béla fiel, übertrug Ottokar die Verwaltung des Landes zwischen Pyhrn und der Donau an Witiko III., nunmehr in der Funktion als Landschreiber ob der Enns („Scriba Anasi“).
Vor Pfingsten [4. Juni] 1256 wurde Witiko im Speisesaal des Stifts St. Florian durch Ortolf von Volkenstorf ermordet.

## Familie
Witiko war vermutlich mit der verwitweten Kunigunde von Blankenberg verheiratet. Der Ehe entstammten die Kinder:
- Wok von Rosenberg († 1262)
- Witiko von Příběnice (Vítek z Příběnic), belegt 1243–1255.
- Tochter N. N.
- Zacharias von Prčice und Blankenberg.[6]